# ماریسا پیرس نوگیرا
ماریسا پیرس نوگیرا (انگلیسی: Marisa Pires Nogueira؛ زادهٔ ۲۳ ژوئن ۱۹۶۶) بازیکن فوتبال اهل برزیل است.
وی همچنین در تیم ملی فوتبال زنان برزیل بازی کرده‌است.